# قائمة إصدارات الطوابع البريدية في الإمارات المتصالحة
هذه قائمة إصدارات الطوابع البريدية في الإمارات المتصالحة أو إمارات الساحل المتصالح، وهو الاسم الذي أطلقته الحكومة البريطانية على مجموعة من الاتحادات القبلية في جنوب شرق شبه الجزيرة العربية التي وقع قادتها معاهدات حماية أو هدنات مع المملكة المتحدة بين عامي 1820 و1892.

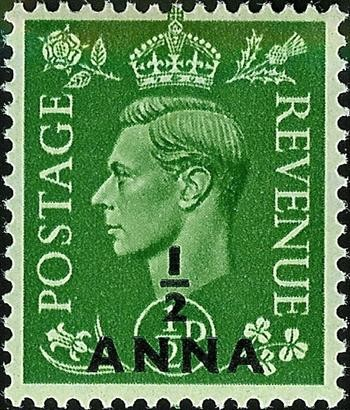
طابع بريدي بريطاني مطبوع عليه شعار وكالات البريد البريطانية في شرق شبه الجزيرة العربية (عُمان)

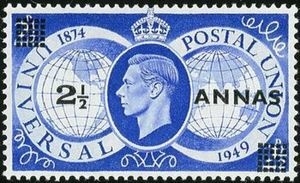
طابع استعمل في عمان

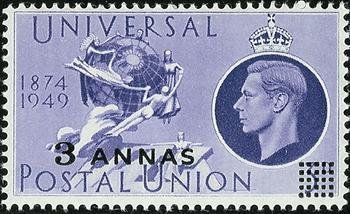
طابع استعمل في عمان أيضا

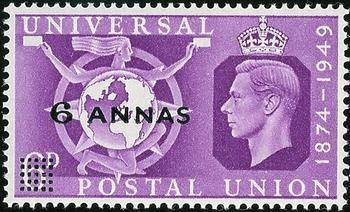
طابع أيضا استعمل في عمان

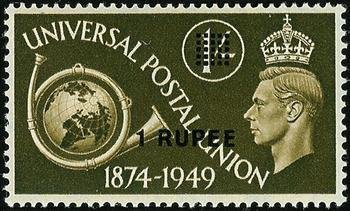
طابع موشح بقيمة روبية واحدة

## التاريخ
أدارت المملكة المتحدة العلاقات الخارجية لإمارات الساحل المتصالح نتيجة لمعاهدة «الاتفاقية الحصرية» لعام 1892، بما في ذلك إدارة البريد والبرق - حيث تكن هذه الإمارات منتمية للاتحاد البريدي العالمي. افتتحت حكومة الهند أول مكتب بريد في دبي في عام 1941. وفي عام 1948، وتولت إدارته وتشغيله الوكالات البريدية البريطانية في شرق شبه الجزيرة العربية، وهي شركة تابعة لمكتب البريد العام. كانت الطوابع في ذلك الوقت عبارة عن طوابع بريطانية مقابل رسوم إضافية بقيمة الروبية، حتى عام 1959، حيث أصدرت مجموعة من طوابع بريدية تحمل اسم «الإمارات المتصالحة» من دبي.
استعملت الطوابع الصادرة في مسقط في دبي حتى 6 يناير 1961. كان في دبي مكتب بريد واحد هندي الأصل ولكن كان تحت دائرة السند وافتتح في 19 أغسطس 1909 وحتى عام 1947 وكانت الطوابع الهندية هي المستخدمة وتتميز بختم الإلغاء (دبي الخليج الفارسي دبي). ظلت الطوابع الباكستانية مستخدمة حتى 31 مارس 1948 وبعد ذلك الطوابع البريطانية في مسقط. تولت دبي السيطرة على الخدمة البريدية في يونيو 1963 عندما أغلقت الوكالة البريطانية وبدأت إصدار الطوابع الخاصة بها في نفس العام.
افتتح وكالة مكتب البريد البريطاني في أبو ظبي في 30 مارس 1963 وكانت الخدمة البريدية في السابق تدار عن طريق مكتب في البحرين. افتتح مكتب ثان في جزيرة داس في 6 يناير 1966. أدخلت الطوابع البريطانية المستخدمة في مسقط إلى أبو ظبي وجزيرة داس في ديسمبر 1960. أصدرت طوابع محددة لأبو ظبي يوم 30 مارس 1964 وبدأت الخدمة البريدية تدار محليا في 1 يناير 1967.
في عام 1963، تنازلت المملكة المتحدة عن مسؤوليتها عن الأنظمة البريدية في الإمارات المتصالحة إلى حكام الإمارات المتصالحة. لذلك فإن فينبار كيني وهو رجل أعمال أمريكي ومن هواة جمع الطوابع، قد وجد الفرصة لإنشاء عدد من الإصدارات من الطوابع التي تستهدف سوق جامعي الطوابع المربح. وفي عام 1964، أبرم صفقة مع إمارة عجمان التي تعاني من ضائقة مالية للحصول على امتياز إنتاج الطوابع للحكومة، كما وقع مع حاكم إمارة الفجيرة محمد بن حمد الشرقي في عام 1964، لكنه اتهم بالتورط في قضية رشوة في الولايات المتحدة بسبب تعاملاته مع حكومة جزر كوك.
ظلت الإمارات المتصالحة محمية بريطانية غير رسمية حتى أُلغيت المعاهدات في 1 ديسمبر 1971. وفي اليوم التالي شكلت ست مشيخات وهي إمارة دبي وإمارة أبو ظبي وإمارة الشارقة وإمارة عجمان وإمارة أم القيوين وإمارة الفجيرة دولة الإمارات العربية المتحدة، في حين انضمت الإمارة السابعة (إمارة رأس الخيمة) إلى الاتحاد في 10 فبراير 1972.

## إصدارات الطوابع
تضمنت إصدارات الإمارات المتصالحة إصدارين أصدرا عام 1961، وقد تضمنت 11 طابعا وهي كما يلي:

### المجموعة الأولى
ضمت هذه المجموعة سبعة طوابع تحمل صور نخيل، صممها ميشيل غوامان وطبعت في دار هاريسون وأولاده.

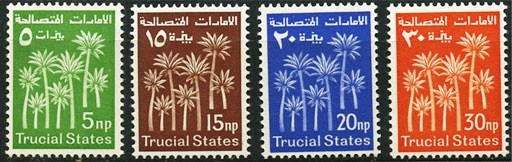
طوابع أصدرت ضمن المجموعة الأولى

| # | تاريخ الإصدار       | الوصف                                     | الصورة | القيمة  | الرمز في دليل الطوابع*                           |
| - | ------------------- | ----------------------------------------- | ------ | ------- | ------------------------------------------------ |
| 1 | 7 كانون الثاني 1961 | طابع بلون أخضر تظهر فيه صورة نخيل         |        | 5 بيزات | Mi: GB-TS 1 Sn: GB-TS 1 Yt: GB-ASE 1 Sg: GB-TS 1 |
| 2 | 7 كانون الثاني 1961 | طابع بلون بني تظهر فيه صورة نخيل          |        | 15 بيزة | Mi: GB-TS 2 Sn: GB-TS 2 Yt: GB-ASE 2 Sg: GB-TS 2 |
| 3 | 7 كانون الثاني 1961 | طابع بلون أزرق داكن تظهر فيه صورة نخيل    |        | 20 بيزة | Mi: GB-TS 3 Sn: GB-TS 3 Yt: GB-ASE 3 Sg: GB-TS 3 |
| 4 | 7 كانون الثاني 1961 | طابع بلون برتقالي محمر تظهر فيه صورة نخيل |        | 30 بيزة | Mi: GB-TS 4 Sn: GB-TS 4 Yt: GB-ASE 4 Sg: GB-TS 4 |
| 5 | 7 كانون الثاني 1961 | طابع بلون بنفسجي تظهر فيه صورة نخيل       |        | 40 بيزة | Mi: GB-TS 5 Sn: GB-TS 5 Yt: GB-ASE 5 Sg: GB-TS 5 |
| 6 | 7 كانون الثاني 1961 | طابع بلون بني باهت تظهر فيه صورة نخيل     |        | 50 بيزة | Mi: GB-TS 6 Sn: GB-TS 6 Yt: GB-ASE 6 Sg: GB-TS 6 |
| 7 | 7 كانون الثاني 1961 | طابع بلون رمادي تظهر فيه صورة نخيل        |        | 75 بيزة | Mi: GB-TS 7 Sn: GB-TS 7 Yt: GB-ASE 7 Sg: GB-TS 7 |

### المجموعة الثانية
ضمت هذه المجموعة أربعة طوابع تحمل صور مركب شراعي، صممها المصمم ميشيل فارار بل وطبعت في دار دو لا رو.
| #  | تاريخ الإصدار       | الوصف                                        | الصورة | القيمة    | الرمز في دليل الطوابع*                               |
| -- | ------------------- | -------------------------------------------- | ------ | --------- | ---------------------------------------------------- |
| 8  | 7 كانون الثاني 1961 | طابع بلون أخضر تظهر فيه صورة مركب شراعي      |        | 1 روبية   | Mi: GB-TS 8 Sn: GB-TS 8 Yt: GB-ASE 8 Sg: GB-TS 8     |
| 9  | 7 كانون الثاني 1961 | طابع بلون أسود تظهر فيه صورة مركب شراعي      |        | 2 روبيتان | Mi: GB-TS 9 Sn: GB-TS 9 Yt: GB-ASE 9 Sg: GB-TS 9     |
| 10 | 7 كانون الثاني 1961 | طابع بلون قرمزي تظهر فيه صورة مركب شراعي     |        | 5 روبيات  | Mi: GB-TS 10 Sn: GB-TS 10 Yt: GB-ASE 10 Sg: GB-TS 10 |
| 11 | 7 كانون الثاني 1961 | طابع بلون أزرق داكن تظهر فيه صورة مركب شراعي |        | 10 روبيات | Mi: GB-TS 11 Sn: GB-TS 11 Yt: GB-ASE 11 Sg: GB-TS 11 |

- ملاحظة: الاختصارات أدلة الطوابع الذي وثقت فيه هذه الطوابع:
  - Mi: دليل ميشيل للطوابع
  - Sn: دليل سكوت للطوابع
  - Yt: دليل إيفرت وتيلييه
  - Sg: دليل طوابع ستانلي جيبونز

## الإصدارات الأخرى
ابتداء من عام 1963، أصدرت كل من إمارة الشارقة وإمارة دبي طوابعا الخاصة، وتبعتهما الإمارات الأخرى في السنوات اللاحقة في إصدار الطوابع حتى عام 1972، وكانت إمارة أبو ظبي الوحيدة التي لم تصدر منها طوابع الكثبان الرملية ومجموع طوابعها 91 طابعا، وقد كان عدد إصدارات الطوابع من الإمارات المختلفة الأخرى كما يلي:
| العلم    | الإمارة                                                         | البداية                                                          | عدد الطوابع | عدد الطوابع             | عدد الطوابع                                          | النهاية                                                   |
| العلم    | الإمارة                                                         | البداية                                                          | ميشيل 2006  | «Oh My Gosh Publishing» | Trucial States Catalog 1976                          | النهاية                                                   |
| -------- | --------------------------------------------------------------- | ---------------------------------------------------------------- | ----------- | ----------------------- | ---------------------------------------------------- | --------------------------------------------------------- |
|          | عجمان                                                           | البريد السابق الخاص: 29 نوفمبر 1963 الإصدار الأول: 20 يونيو 1964 | 2995        | 1423                    | 2873                                                 | الإصدار الأخير: مارس 1973 التوزيع: حتى أبريل 1973         |
| المنامة  | لم يسبق لها أي إصدار بريدي الإصدار الأول: 5 يوليو 1966          | 1255                                                             | 1235        | 1508                    | الإصدار الأخير: 1 أغسطس 1972 التوزيع: حتى أبريل 1973 |                                                           |
|          | دبي                                                             | البريد السابق الخاص: 1909 الإصدار الأول: 15 يونيو 1963           | 416         | 448                     | 423                                                  | الإصدار الأخير: 31 يونيو 1972 التوزيع: حتى 31 ديسمبر 1972 |
|          | رأس الخيمة                                                      | لم يسبق لها أي إصدار بريدي الإصدار الأول: 12 ديسمبر 1964         | 905         | 966                     | 1036                                                 | الإصدار الأخير: 22 أبريل 1973 التوزيع: حتى أبريل 1973     |
|          | أم القيوين                                                      | البريد السابق الخاص: 27 نوفمبر 1963 الإصدار الأول: 29 يونيو 1964 | 1704        | 1569                    | 1507                                                 | الإصدار الأخير: 1 أغسطس 1972 التوزيع: حتى 31 ديسمبر 1972  |
|          | الفجيرة                                                         | البريد السابق الخاص: 22 نوفمبر 1963 22 سبتمبر 1964               | 1545        | 1451                    | 1508                                                 | آخر إصدار: 1 أغسطس 1972 التوزيع: حتى أبريل 1973           |
|          | الشارقة                                                         | البريد السابق الخاص: 10 يوليو 1963 الإصدار الأول: في نفس التاريخ | 1400        | 1683                    | 1247                                                 | الإصدار الأخير: 31 يوليو 1972 التوزيع: حتى 31 ديسمبر 1972 |
| خور فكان | البريد السابق الخاص: 20 فبراير 1965 الإصدار الأول: 20 مارس 1965 | 226                                                              | 235         | 231                     | الإصدار الأخير: 1969 التوزيع: حتى 31 ديسمبر 1972     |                                                           |